# داگلاس (ماساچوست)
داگلاس، ماساچوست
داگلاس (به انگلیسی: Douglas) شهرکی در شهرستان ورچستر ایالت ماساچوست می‌باشد که در سال ۱۷۷۵ بنیان‌گذاری شده‌است. این شهرک در سرشماری سال ۲۰۱۰ میلادی، ۸٬۴۷۱ نفر جمعیت داشته‌است.

## نگارخانه

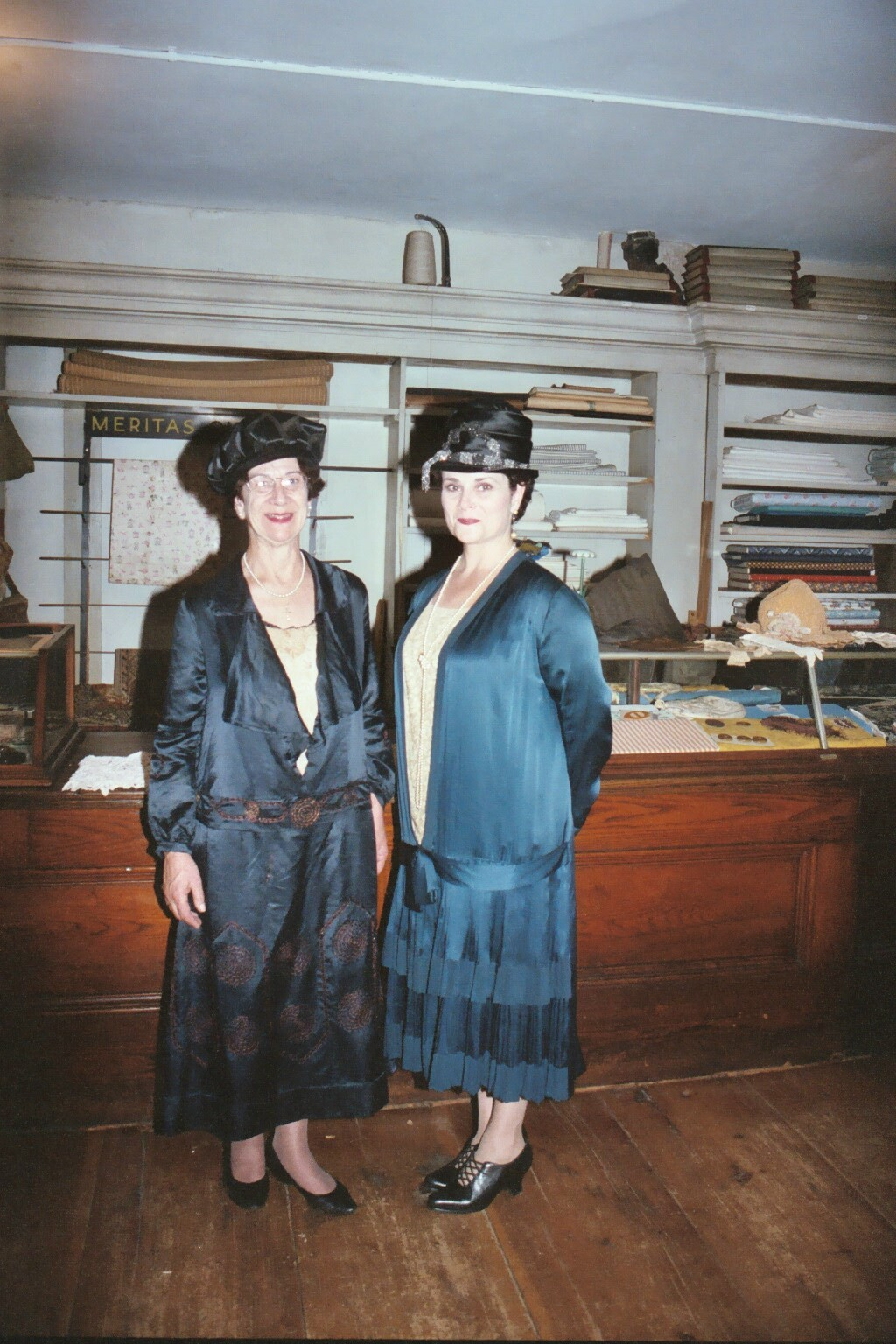
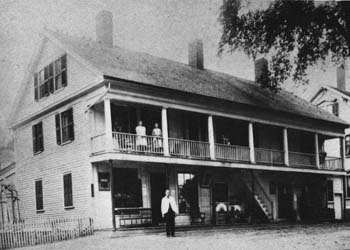